# パラフィソルニス
パラフィソルニス(Paraphysornis) は、フォルスラコス科ブロントルニス亜科に属する、絶滅した肉食性の飛べない鳥の属。背丈2.4メートル、頭骨長60センチメートルに達する。現在のところ、Paraphysornis brasiliensis 1種のみが確認されている。
ブロントルニス・ブルメイステリよりもやや小型だが、フォルスラコス・ロンギシムスより大型である。2300万年前のブラジルに生息し、化石は Taubaté 盆地 Tremembé 層から発見された。Taubaté 自然史博物館ではブラジルの鳥類・古生物学者の Herculano Marcos Ferraz de Alvarenga が発見したほぼ完全なパラフィソルニスの骨格が展示されている。

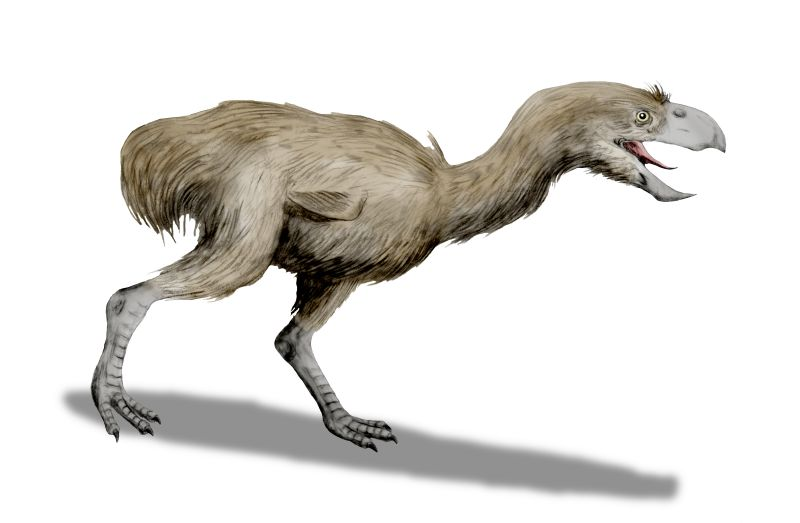
復元図
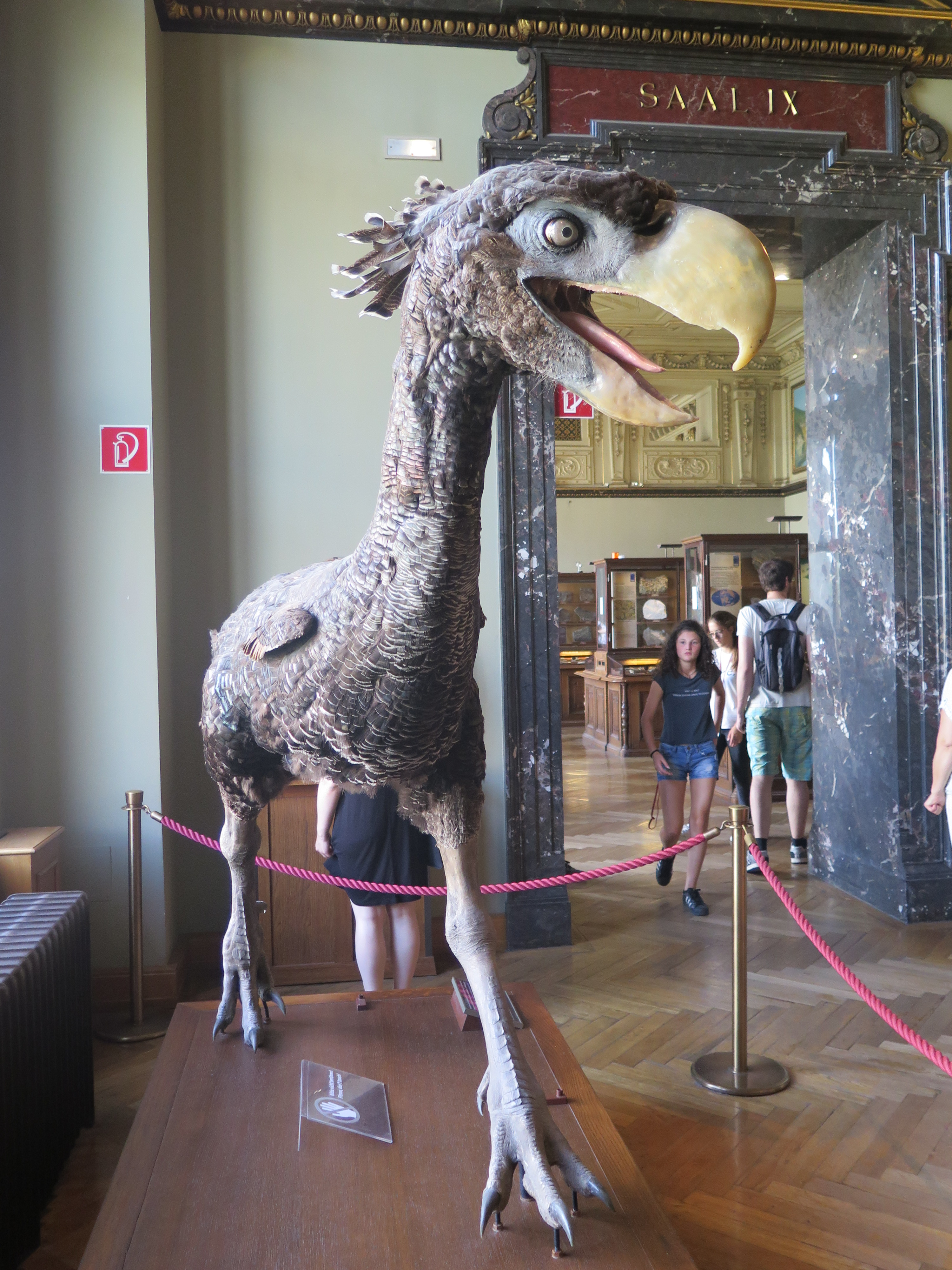
復元模型
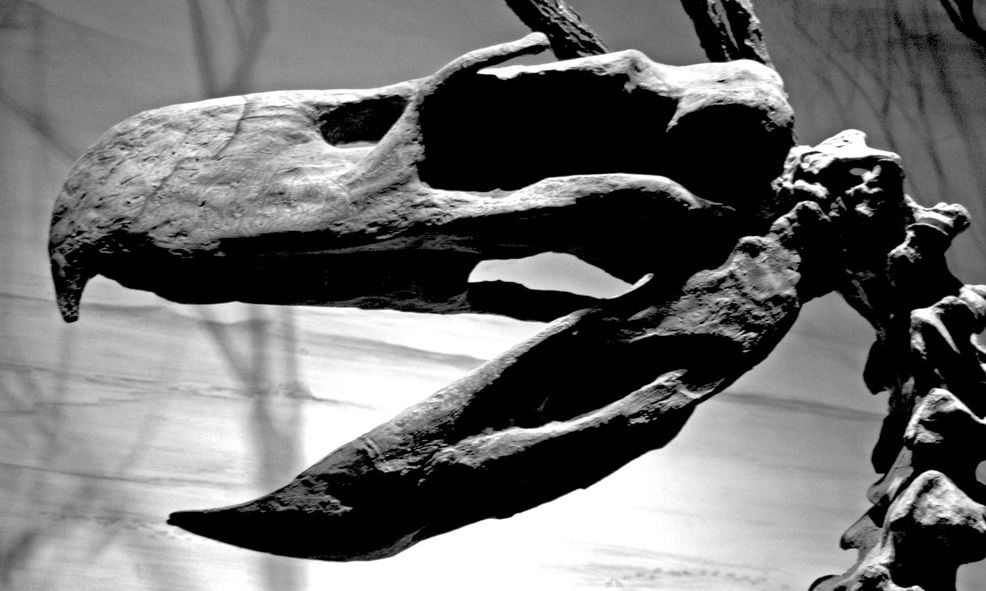
頭骨